# Olympische Sommerspiele 2012/Teilnehmer (Dominikanische Republik)
| Gelbes Symbol für Goldmedaillen mit stilisierten Olympischen Ringen | Graues Symbol für Silbermedaillen mit stilisierten Olympischen Ringen | Braundes Symbol für Bronzemedaillen mit stilisierten Olympischen Ringen |
| ------------------------------------------------------------------- | --------------------------------------------------------------------- | ----------------------------------------------------------------------- |
| 1                                                                   | 1                                                                     | —                                                                       |

Die Dominikanische Republik nahm in London an den Olympischen Spielen 2012 teil. Es war die insgesamt 13. Teilnahme an Olympischen Sommerspielen. Vom Comité Olímpico Dominicano wurden 35 Athleten in 10 Sportarten nominiert.
Fahnenträger bei der Eröffnungsfeier war der Taekwondoin Yulis Mercedes.

## Medaillen

### Medaillenspiegel
| Medaillenspiegel Dominikanische Republik |                |                              |                           |                           |        |
| Platz                                    | Sportart       | Goldmedaille – Olympiasieger | Silbermedaille – 2. Platz | Bronzemedaille – 3. Platz | Gesamt |
| 1                                        | Leichtathletik | 1                            | 1                         | —                         | 2      |
| Total                                    | Total          | 1                            | 1                         | —                         | 2      |

### Medaillengewinner

#### Gold
| Name          | Sportart       | Wettkampf           |
| ------------- | -------------- | ------------------- |
| Félix Sánchez | Leichtathletik | 400 m Hürden Männer |

#### Silber
| Name            | Sportart       | Wettkampf    |
| --------------- | -------------- | ------------ |
| Luguelín Santos | Leichtathletik | 400 m Männer |

## Teilnehmer nach Sportarten

### Boxen
| Athleten            | Wettbewerb              | 1. Runde          | 1. Runde | Achtelfinale        | Achtelfinale  | Viertelfinale | Viertelfinale | Halbfinale    | Halbfinale    | Finale        | Finale        | Rang |
| Athleten            | Wettbewerb              | Gegner            | Ergebnis | Gegner              | Ergebnis      | Gegner        | Ergebnis      | Gegner        | Ergebnis      | Gegner        | Ergebnis      | Rang |
| ------------------- | ----------------------- | ----------------- | -------- | ------------------- | ------------- | ------------- | ------------- | ------------- | ------------- | ------------- | ------------- | ---- |
| William Encarnación | Bantamgewicht bis 56 kg | Braexir Lemboumba | 15:6     | Mohamed Ouadahi     | 10:16         | ausgeschieden | ausgeschieden | ausgeschieden | ausgeschieden | ausgeschieden | ausgeschieden | 9    |
| Wellington Arias    | Leichtgewicht bis 60 kg | Eduar Campo       | 17:8     | Wassyl Lomatschenko | 3:15          | ausgeschieden | ausgeschieden | ausgeschieden | ausgeschieden | ausgeschieden | ausgeschieden | 9    |
| Junior Castillo     | Mittelgewicht bis 75 kg | Anthony Ogogo     | 6:13     | ausgeschieden       | ausgeschieden | ausgeschieden | ausgeschieden | ausgeschieden | ausgeschieden | ausgeschieden | ausgeschieden | 32   |

### Gewichtheben
| Athleten           | Wettbewerb       | Reißen  | Reißen | Stoßen  | Stoßen | Zweikampf | Zweikampf | Rang |
| Athleten           | Wettbewerb       | Gewicht | Rang   | Gewicht | Rang   | Gewicht   | Rang      | Rang |
| ------------------ | ---------------- | ------- | ------ | ------- | ------ | --------- | --------- | ---- |
| Frauen             |                  |         |        |         |        |           |           |      |
| Beatriz Pirón      | Klasse bis 48 kg | 77 kg   | 7      | 90 kg   | 9      | 167 kg    | 9         | 9    |
| Yuderqui Contreras | Klasse bis 53 kg | –       | –      | –       | –      | –         | –         | DNF  |

### Judo
| Athleten     | Wettbewerb       | 1. Runde     | 1. Runde | Achtelfinale  | Achtelfinale  | Viertelfinale | Viertelfinale | Hoffnungsrunde Halbfinale | Hoffnungsrunde Halbfinale | Halbfinale    | Halbfinale    | Hoffnungsrunde Finale | Hoffnungsrunde Finale | Finale        | Finale        | Rang |
| Athleten     | Wettbewerb       | Gegner       | Ergebnis | Gegner        | Ergebnis      | Gegner        | Ergebnis      | Gegner                    | Ergebnis                  | Gegner        | Ergebnis      | Gegner                | Ergebnis              | Gegner        | Ergebnis      | Rang |
| ------------ | ---------------- | ------------ | -------- | ------------- | ------------- | ------------- | ------------- | ------------------------- | ------------------------- | ------------- | ------------- | --------------------- | --------------------- | ------------- | ------------- | ---- |
| Frauen       |                  |              |          |               |               |               |               |                           |                           |               |               |                       |                       |               |               |      |
| María García | Klasse bis 52 kg | Marie Muller | 002-1011 | ausgeschieden | ausgeschieden | ausgeschieden | ausgeschieden | ausgeschieden             | ausgeschieden             | ausgeschieden | ausgeschieden | ausgeschieden         | ausgeschieden         | ausgeschieden | ausgeschieden | 9    |

### Leichtathletik
Laufen und Gehen
| Athleten                                                                              | Wettbewerb        | Vorlauf         | Vorlauf         | Halbfinale      | Halbfinale      | Finale          | Finale          | Rang   |
| Athleten                                                                              | Wettbewerb        | Zeit            | Rang            | Zeit            | Rang            | Zeit            | Rang            | Rang   |
| ------------------------------------------------------------------------------------- | ----------------- | --------------- | --------------- | --------------- | --------------- | --------------- | --------------- | ------ |
| Frauen                                                                                |                   |                 |                 |                 |                 |                 |                 |        |
| Mariely Sánchez                                                                       | 200 m             | 23,20 s         | 26              | ausgeschieden   | ausgeschieden   | ausgeschieden   | ausgeschieden   | 26     |
| Raysa Sánchez                                                                         | 400 m             | 52,47 s         | 27              | ausgeschieden   | ausgeschieden   | ausgeschieden   | ausgeschieden   | 27     |
| Lavonne Idlette                                                                       | 100 m Hürden      | 13,60 s         | 35              | ausgeschieden   | ausgeschieden   | ausgeschieden   | ausgeschieden   | 35     |
| Männer                                                                                |                   |                 |                 |                 |                 |                 |                 |        |
| Carlos Jorge                                                                          | 200 m             | 21,02 s         | 42              | ausgeschieden   | ausgeschieden   | ausgeschieden   | ausgeschieden   | 42     |
| Luguelín Santos                                                                       | 400 m             | 45,04 s         | 1               | 44,78 s         | 1               | 44,46 s         | 2               | Silber |
| Félix Sánchez                                                                         | 400 m Hürden      | 49,24 s         | 1               | 47,76 s         | 1               | 47,63 s         | 1               | Gold   |
| Winder Cuevas                                                                         | 400 m Hürden      | 50,15 s         | 29              | ausgeschieden   | ausgeschieden   | ausgeschieden   | ausgeschieden   | 29     |
| Gustavo Cuesta Joel Mejía Arismendy Peguero Félix Sánchez Luguelín Santos Yon Soriano | 4 × 400-m-Staffel | disqualifiziert | disqualifiziert | disqualifiziert | disqualifiziert | disqualifiziert | disqualifiziert | –      |

### Schießen
| Athleten      | Wettbewerb | Qualifikation    | Qualifikation    | Finale           | Finale           | Ringe            | Rang             |
| Athleten      | Wettbewerb | Ringe            | Rang             | Ringe            | Rang             | Ringe            | Rang             |
| ------------- | ---------- | ---------------- | ---------------- | ---------------- | ---------------- | ---------------- | ---------------- |
| Männer        |            |                  |                  |                  |                  |                  |                  |
| Sergio Piñero | Trap       | 118              | 20               | ausgeschieden    | ausgeschieden    | 118              | 20               |
| Sergio Piñero | Doppeltrap | nicht angetreten | nicht angetreten | nicht angetreten | nicht angetreten | nicht angetreten | nicht angetreten |

### Schwimmen
| Athleten        | Wettbewerb          | Vorlauf     | Vorlauf | Halbfinale    | Halbfinale    | Finale        | Finale        | Rang |
| Athleten        | Wettbewerb          | Zeit        | Rang    | Zeit          | Rang          | Zeit          | Rang          | Rang |
| --------------- | ------------------- | ----------- | ------- | ------------- | ------------- | ------------- | ------------- | ---- |
| Frauen          |                     |             |         |               |               |               |               |      |
| Dorian McMenemy | 100 m Schmetterling | 1:05,78 min | 41      | ausgeschieden | ausgeschieden | ausgeschieden | ausgeschieden | 41   |
| Männer          |                     |             |         |               |               |               |               |      |
| Nicholas Schwab | 200 m Freistil      | 1:53,41 min | 37      | ausgeschieden | ausgeschieden | ausgeschieden | ausgeschieden | 37   |

### Taekwondo
| Athleten       | Wettbewerb       | Achtelfinale     | Achtelfinale | Viertelfinale | Viertelfinale | Halbfinale    | Halbfinale    | Hoffnungsrunde Halbfinale | Hoffnungsrunde Halbfinale | Hoffnungsrunde Finale | Hoffnungsrunde Finale | Finale        | Finale        | Rang |
| Athleten       | Wettbewerb       | Gegner           | Ergebnis     | Gegner        | Ergebnis      | Gegner        | Ergebnis      | Gegner                    | Ergebnis                  | Gegner                | Ergebnis              | Gegner        | Ergebnis      | Rang |
| -------------- | ---------------- | ---------------- | ------------ | ------------- | ------------- | ------------- | ------------- | ------------------------- | ------------------------- | --------------------- | --------------------- | ------------- | ------------- | ---- |
| Männer         |                  |                  |              |               |               |               |               |                           |                           |                       |                       |               |               |      |
| Yulis Mercedes | Klasse bis 58 kg | Tameen Al-Kubati | 3:8          | ausgeschieden | ausgeschieden | ausgeschieden | ausgeschieden | ausgeschieden             | ausgeschieden             | ausgeschieden         | ausgeschieden         | ausgeschieden | ausgeschieden | 11   |

### Tischtennis
| Athleten | Wettbewerb | 1. Runde     | 1. Runde | 2. Runde       | 2. Runde | 3. Runde      | 3. Runde      | 4. Runde      | 4. Runde      | Viertelfinale | Viertelfinale | Halbfinale    | Halbfinale    | Finale        | Finale        | Rang |
| Athleten | Wettbewerb | Gegner       | Ergebnis | Gegner         | Ergebnis | Gegner        | Ergebnis      | Gegner        | Ergebnis      | Gegner        | Ergebnis      | Gegner        | Ergebnis      | Gegner        | Ergebnis      | Rang |
| -------- | ---------- | ------------ | -------- | -------------- | -------- | ------------- | ------------- | ------------- | ------------- | ------------- | ------------- | ------------- | ------------- | ------------- | ------------- | ---- |
| Männer   |            |              |          |                |          |               |               |               |               |               |               |               |               |               |               |      |
| Lin Ju   | Einzel     | Song Nam Kim | 4:3      | Marcos Freitas | 3:4      | ausgeschieden | ausgeschieden | ausgeschieden | ausgeschieden | ausgeschieden | ausgeschieden | ausgeschieden | ausgeschieden | ausgeschieden | ausgeschieden | 33   |

### Turnen

#### Gerätturnen
| Athleten     | Wettbewerb | Qualifikation | Qualifikation | Finale | Finale | Rang |
| Athleten     | Wettbewerb | Punkte        | Rang          | Punkte | Rang   | Rang |
| ------------ | ---------- | ------------- | ------------- | ------ | ------ | ---- |
| Frauen       |            |               |               |        |        |      |
| Yamilet Peña | Sprung     | 14,699        | 5             | 14,516 | 6      | 6    |

### Volleyball
| Wettbewerb    | Frauen |
| ------------- | --- |
| Athleten      | Annerys Vargas Lisvel Elisa Eve Brenda Castillo Niverka Marte Cándida Arias Sidarka Núñez Milagros Cabral Karla Echenique Cindy Rondón Prisilla Rivera Gina Mambrú Bethania de la Cruz |
| Trainer       | Marcos Kwiek |
| Gruppenphase  | Algerien (3:0) Italien (1:3) Japan (0:3) Russland (1:3) Großbritannien (3:0) |
| Viertelfinale | Vereinigte Staaten (0:3) |
| Halbfinale    | ausgeschieden |
| Finale        | ausgeschieden |